# Spoiler (automobil)

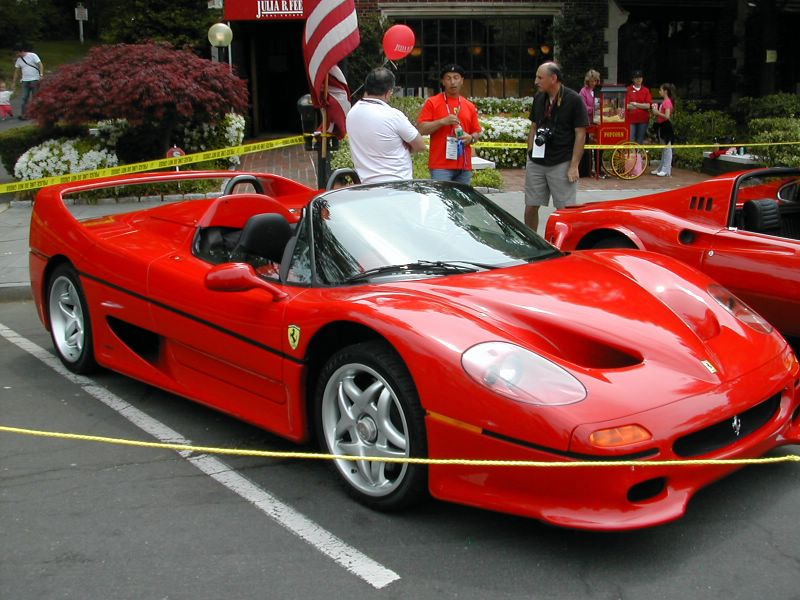
Ferrari F50

Spoiler (přítlačné křídlo) je aerodynamický a designový prvek používaný u některých automobilů.
Slouží ke zvýšení přítlaku automobilu k vozovce, což umožňuje přenést za daných adhezních podmínek vyšší hnací sílu, a zlepšuje stabilitu a ovladatelnost vozu ve vyšších rychlostech. Na autech jsou nápadné především zadní spoilery (v podobě křídla nad zadní nápravou, s profilem opačným než je křídlo letadla). Pro svou efektnost jsou oblíbené mezi příznivci tuningu. Existují však i přední spoilery, které mají za úkol snižovat tlak vzduchu pod podvozkem a tím mj. zlepšit ovladatelnost zmenšením odlehčování přední řízené nápravy. Ty bývají méně nápadné, nejčastěji jsou součástí přední masky vozu, v podobě vodorovného žebrování pod nárazníkem.
Jako každá aerodynamická součástka podléhají i spoilery fyzikálním zákonům dynamiky – každé křídlo musí mít svou přesně určenou geometrii, stejně jako je tomu u letadel. Proto je diskutabilní, zda je možné vylepšit jízdní vlastnosti vozu použitím křídla původně konstruovaného pro jiný vůz, nebo použít křídlo vlastnoručně doma svařené bez optimalizace tvaru k očekávanému účinku.